# Roman Cress
Roman William Cress (Maloelap, 2 agosto 1977) è un ex velocista marshallese.

## Biografia
Figlio di madre marshallese e padre statunitense, Cress nasce nel villaggio di Kaben per poi trasferirsi in Minnesota dove inizierà a disputare le prime competizioni in atletica leggera all'età di 20 anni. Internazionalmente ha gareggiato sotto i colori dello stato insulare oceaniano, presentandosi nel 1999 ai Mondiali di Siviglia nei 100 metri piani. Dopo quest'edizione ha partecipato ancora ad altre edizioni dei Mondiali, spesso essendo l'unico rappresentante della propria nazione.
Il maggior traguardo è stata la partecipazione alla prima spedizione olimpica delle Isole Marshall ai Giochi olimpici di Pechino 2008. Cress ha gareggiato nei 100 metri piani, senza andare oltre le batterie.
Ha ottenuto maggior successo, invece, nelle competizioni regionali o continentali oceaniane, giungendo al podio nei Giochi del Pacifico, nei Campionati oceaniani e soprattutto nei Giochi micronesiani.
Ha una figlia, Mariana, nata a Minneapolis nel 1998, che ha gareggiato per le Isole Marshall ai Giochi olimpici di Rio de Janeiro 2016 nei 100 metri piani.

## Palmarès
| Anno | Manifestazione          | Sede        | Evento      | Risultato   | Prestazione | Note                                     |
| ---- | ----------------------- | ----------- | ----------- | ----------- | ----------- | ---------------------------------------- |
| 1999 | Mondiali                | Siviglia    | 100 m piani | Batteria    | 10"70       |                                          |
| 1999 | Giochi del Sud Pacifico | Santa Rita  | 200 m piani | Argento     | 21"89       |                                          |
| 2001 | Mondiali                | Edmonton    | 100 m piani | dns         | dns         |                                          |
| 2003 | Mondiali indoor         | Birmingham  | 60 m piani  | Batteria    | dq          |                                          |
| 2003 | Mondiali                | Saint-Denis | 100 m piani | dns         | dns         |                                          |
| 2008 | Giochi olimpici         | Pechino     | 100 m piani | Batteria    | 11"18       |                                          |
| 2011 | Campionati oceaniani    | Apia        | 100 m piani | Argento     | 11"10       |                                          |
| 2011 | Campionati oceaniani    | Apia        | 200 m piani | Oro         | 22"54       |                                          |
| 2012 | Mondiali indoor         | Istanbul    | 60 m piani  | Batteria    | 7"43        |                                          |
| 2013 | Mondiali                | Mosca       | 100 m piani | Preliminare | 11"65       | Miglior prestazione personale stagionale |

## Altre competizioni internazionali
| Anno | Manifestazione      | Sede    | Evento      | Risultato | Prestazione |
| ---- | ------------------- | ------- | ----------- | --------- | ----------- |
| 2002 | Giochi micronesiani | Kolonia | 200 m piani | Argento   | 22"43       |
| 2006 | Giochi micronesiani | Saipan  | 100 m piani | Bronzo    | 11"19       |
| 2006 | Giochi micronesiani | Saipan  | 200 m piani | Oro       | 22"66       |
| 2010 | Giochi micronesiani | Koror   | 100 m piani | Argento   | 11"20       |
| 2010 | Giochi micronesiani | Koror   | 200 m piani | Argento   | 23"15       |
| 2014 | Giochi micronesiani | Palikir | 200 m piani | Argento   | 22"95       |